# North American XB-28 Dragon
North American XB-28 (NA-63) là một mẫu máy bay ném bom hạng trung đề xuất của hãng North American Aviation cho Quân đoàn Không quân Lục quân Hoa Kỳ.

## Tính năng kỹ chiến thuật (XB-28A)

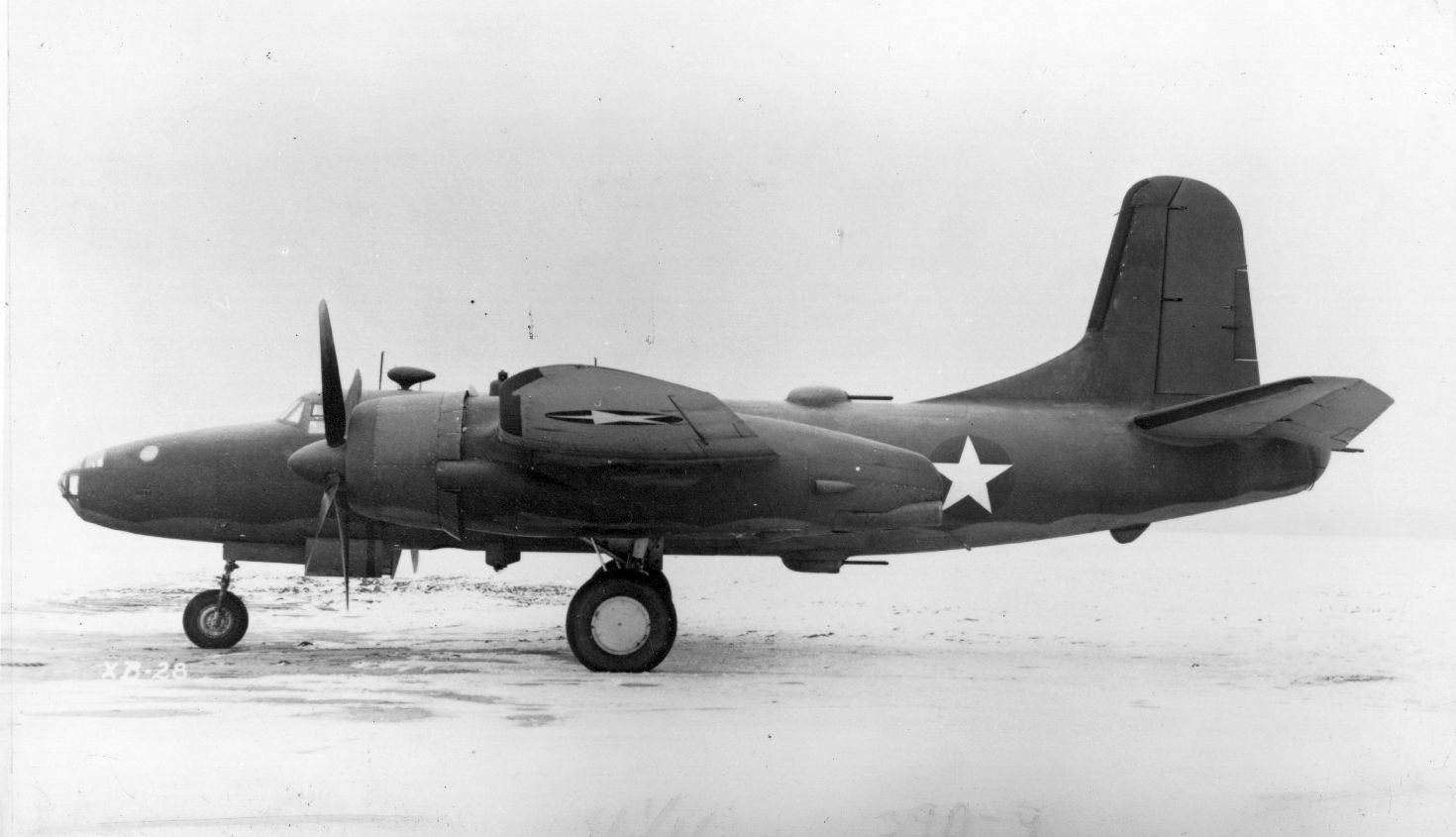
North American XB-28.

Đặc điểm tổng quát
- Kíp lái: 5
- Chiều dài: 56 ft 5 in (17,20 m)
- Sải cánh: 72 ft 7 in (22,12 m)
- Chiều cao: 14 ft 0 in (4,27 m)
- Diện tích cánh: 676 ft² (62,8 m²)
- Trọng lượng rỗng: 25.575 lb (11.600 kg)
- Trọng lượng có tải: 35.740 lb (16.210 kg)
- Trọng lượng cất cánh tối đa: 37.200 lb (16.874 kg)
- Động cơ: 2 × Pratt & Whitney R-2800-27, 2.000 hp (1.500 kW)  mỗi chiếc

 Hiệu suất bay 
- Vận tốc cực đại: 372 mph (599 km/h) trên độ cao 25.000 ft (7.600 m)
- Vận tốc hành trình: 255 mph (410 km/h)
- Tầm bay: 2.040 mi (3.280 km)
- Trần bay: 33.500 ft (10.213 m)
- Vận tốc lên cao: 1.111 ft/phút (6 m/s)
- Tải trên cánh: 52,87 lb/ft² (258,14 kg/m²)
- Công suất/trọng lượng: 0,112 hp/lb (184 W/kg)

Trang bị vũ khí

- Súng: 6 × súng máy.50 in (12.7 mm)
- Bom: 4.000 lb (1.814 kg)